# Gera
|  | No s'ha de confondre amb el Regne de Gera, regne medieval africà.. |

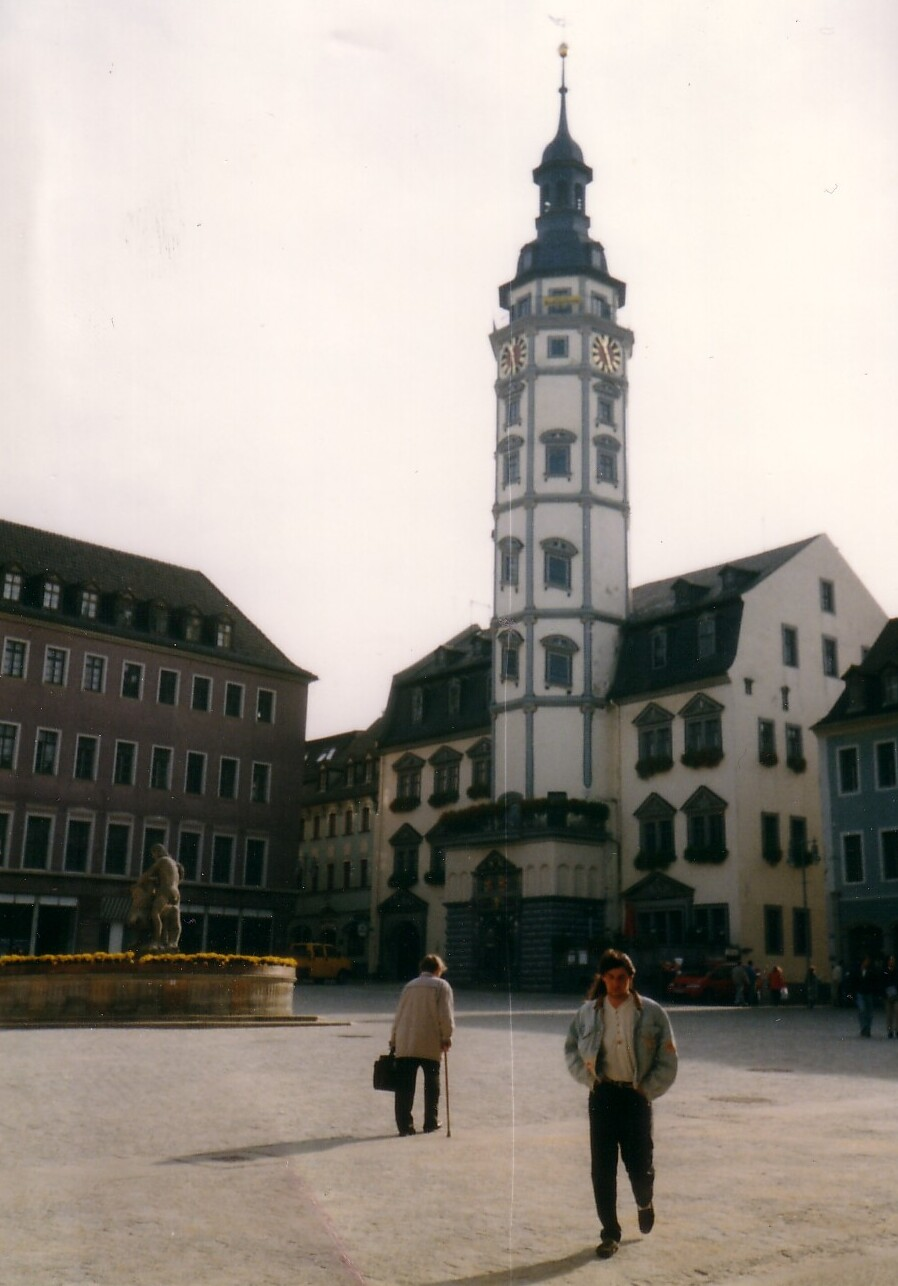
Ajuntament

Gera és una ciutat alemanya situada a l'est de l'estat de Turíngia. Supera els 100.000 habitants.

## Fills il·lustres
- Livia Frege (1810-1891), cantant d'òpera (soprano).

## Història
La ciutat fou fundada la 995. Des de 1564, Gera fou la residència de la branca jove de la dinastia dels Reuss.
El 1920 la ciutat es va integrar a Turíngia.
Gran part de la ciutat fou destruïda pels bombardeigs dels Aliats a les darreries de la Segona Guerra Mundial (1945).
Fins a la reunificació alemanya (1990), la ciutat formà part de la República Democràtica Alemanya.